# Coleofòrids
Els coleofòrids (Coleophoridae) són una família de lepidòpters ditrisis de la superfamília dels gelequioïdeus (Gelechioidea). Inclou prop de 1.400 espècies, la vasta majoria (prop de 1.000) de l'enorme gènere Coleophora (S'ha proposat nombroses divisions han d'aquest immens gènere però no han estat àmpliament acceptades - molts dels gèneres llistats, es refereixen a aquestes propostes de nous gèneres). La família està representada en tots els continents però la majoria es troben en àrees temperades de l'Hemisferi Nord.
Són generalment molt petits, amb els marges de les seves ales sovint dividides en molts fragments donant un efecte de "difracció". La diminuta larva inicialment menja a l'interior de fulles, flors i llavors de les seves plantes hostes. Quan emergeixen per alimentar-se, usualment construeixen una crisàlide protectora de fil de seda, desocupant i fent una altra a mesura que creixen.

## Gèneres
Els erudits recents inclouen, com a mínim, els gèneres:
- Amblyxena
- Augasma
- Coleophora
- Corythangela (Batrachedridae)
- Enscepastra (Batrachedridae)
- Goniodoma
- Iriothyrsa (Agonoxeninae)
- Ischnophanes
- Ischnopsis (Agonoxeninae)
- Metriotes
- Nasamonica
- Porotica (Agonoxeninae)